# Левчук, Маргарита Александровна
Маргарита Александровна Левчук (бел. Маргарыта Аляксандраўна Ляўчук; род. 16 апреля 1990, д. Страдечь, Брестская область, БССР) — белорусская оперная певица (сопрано). Солистка Музыкального Дома «Классика», солистка Большого театра Беларуси (2016—2020). Финалистка проекта телеканала «Россия К» «Большая опера» (2017).

## Биография

### Музыкальная карьера
Окончила Брестский музыкальный колледж имени Григория Ширмы по специальности «Хоровое дирижирование», в 2016 году — Белорусскую государственную академию музыки.
С 2012 года — солистка Музыкального Дома «Классика». С 2016 по 2020 год — солистка Большого театра Беларуси.
Выступает в спектаклях и концертах в Беларуси, России, Литве, Польше, Франции и Германии. В качестве приглашённой артистки выступает на сценах ведущих европейских оперных театров.

### Политическая позиция
Принимала участие в предвыборной кампании Светланы Тихановской на президентских выборах в Беларуси в 2020 году. Ответственная по вопросам сохранения культуры и национального наследия в команде Павла Латушко и в Народном антикризисном управлении. В связи с преследованием в Беларуси, начатым во время её гастролей в Литве, была вынуждена остаться там с середины осени 2020 года.
Совместно с блогером Андреем Пауком создала группу «Красная зелень» и выпускала на YouTube сатирические клипы, высмеивающие белорусскую власть.
25 февраля 2023 года Андрей Паук объявил, что дуэт больше не существует. За день до этого Маргарита Левчук вместе с Павлом Либером выпустила песню «Мурка», дуэт назвали «Недазаконаў».
В июне 2024 года стало известно, что Брестский областной суд заочно приговорил Левчук к нескольким годам лишения свободы и штрафу.

## Оперные партии
- «Свадьба Фигаро» В. А. Моцарта — Барбарина
- «Волшебная флейта» В. А. Моцарта — Царица ночи
- «Риголетто» Дж. Верди — Джильда
- «Травиата» Дж. Верди — Виолетта
- «Ромео и Джульетта» Ш. Гуно — Джульетта
- «Капулетти и Монтекки» В. Беллини — Джульетта
- «Кандид» Л. Бернстайна — Кунигунда
- «Verbum Nobile» С. Монюшко — Зося
- «Сказки Гофмана» Ж. Оффенбаха — Олимпия
- «Богема» Дж. Пуччини — Мюзетта

## Пресса
1. ↑  Как оперная дива стала голосом белорусского протеста. DW (23 октября 2020). Дата обращения: 25 марта 2021. Архивировано 26 марта 2021 года.
2. ↑  Оперная певица, которая троллит чиновников и силовиков. Кто такая Маргарита Левчук? Сильные новости. Дата обращения: 25 марта 2021. Архивировано 5 марта 2021 года.
3. ↑  Маргарита Левчук: «Успех — это реальный труд!» Belcanto.ru. Дата обращения: 4 декабря 2019. Архивировано 4 декабря 2019 года.
4. ↑  Финалистка популярного телепроекта "Большая опера" Маргарита Левчук успешна и востребованна. СБ. Беларусь сегодня (28 сентября 2018). Дата обращения: 4 декабря 2019. Архивировано 4 декабря 2019 года.
5. ↑  Полякова, Виктория (25 сентября 2020). «Это голос, который у нас не забрать». Брестская газета. 39 (928): 5.
6. ↑  Надежда Белохвостик. Солистка Белорусской оперы Маргарита Левчук: Ради «Большой оперы» отказалась петь премьеру «Травиаты». Комсомольская правда (21 декабря 2017). Дата обращения: 17 июля 2020. Архивировано 17 января 2022 года.
7. ↑  Эвика ОТТО. Оперная певица Маргарита Левчук: Благодарна всем, кто говорил, - напрасно ты в столицу из своей деревни приехала. Комсомольская правда (16 июля 2020). Дата обращения: 25 марта 2021. Архивировано 20 августа 2020 года.
8. ↑  Народнае Антыкрызіснае Упраўленне (бел.). Дата обращения: 19 декабря 2020. Архивировано из оригинала 9 декабря 2021 года.
9. ↑  Маргарыта Ляўчук пра Латушку, Макса Каржа і культуру ў новай Беларусі (бел.). YouTube (17 декабря 2020). Дата обращения: 19 декабря 2020. Архивировано 30 декабря 2020 года.
10. ↑  Кострова, Вероника (24 декабря 2020). «Мы, белорусы, такие упертые...». Брестская газета. 52 (941): 17.
11. ↑  Оперная звезда Левчук создала группу "Красная зелень". Все для того, чтобы перепеть "хит" СТВ "Накажи их Боже". Получилось феерично. Telegraf.by (17 февраля 2021). Дата обращения: 25 марта 2021. Архивировано 17 февраля 2021 года.
12. ↑  Белорусская оперная певица посвятила новую песню «ўсім полузашчытнікам 3%-ва ацечэства». TUT.BY (24 февраля 2021). Дата обращения: 25 марта 2021. Архивировано из оригинала 20 апреля 2021 года.
13. ↑  Оперная певица ответила гостелеканалу, выпустившему клип со словами «Накажи их, Боже». TUT.BY (17 февраля 2021). Дата обращения: 25 марта 2021. Архивировано из оригинала 17 февраля 2021 года.
14. ↑  Дуэт «Красная зелень» распался. Наша Ніва (25 февраля 2023). Дата обращения: 29 июня 2024. Архивировано 29 июня 2024 года.
15. ↑  В Беларуси блогера Андрея Паука и его бывшую жену Ольгу Паук приговорили к 12 и 8 годам колонии по делу об "экстремистском формировании". Настоящее время (24 июня 2024). Дата обращения: 29 июня 2024. Архивировано 29 июня 2024 года.